# Austin Ambassador
De Austin Ambassador (ontwikkelingscode BL LM19) was een automodel uit de hogere middenklasse, vanaf 1980 ontwikkeld door British Leyland en aangeboden door de Austin Rover Group van 1982 tot 1984.

## Beschrijving
De Ambassador die in het voorjaar van 1982 werd geïntroduceerd, was in feite een grondig herziene versie van de Leyland Princess. De carrosserie was voorzien van een nieuwe voorkant en de achterzijde van de auto kreeg een grote hatchback-achterklep. Daardoor waren omvangrijke en kostbare aanpassingen aan de dragende onderdelen noodzakelijk. De C-stijlen kregen ook zijruiten voor beter zicht rondom. In het interieur was er een nieuw dashboard en een veel uitgebreidere uitrusting. De ergonomie en de afwerkingskwaliteit waren merkbaar verbeterd.
De 2,2 liter zescilindermotor van zijn voorganger werd niet langer aangeboden en vervangen door een variant van de 2,0-litermotor met dubbele carburateur (101 pk). Daarnaast waren er 1,7- en 2,0-litermotoren met enkele carburateur beschikbaar die respectievelijk 84 pk en 93 pk leverden.
Na het falen van het Princess-model in het buitenland, deed British Leyland geen enkele poging om de opvolger te exporteren. De Ambassador werd alleen gebouwd met rechtse besturing en aangeboden in het Verenigd Koninkrijk en Ierland.